# Zerneboh
Zerneboh je zapadnoslavenski »zli« bog kojeg navodi Helmold u djelu Chronica Slavorum.
Zbog toga što se ime ovoga boga tumačilo kao »Črni bog«, kasnije je pretpostavljeno postojanje »Bjeloboga« kao manifestacije dualizma. Ne postoje, međutim, pouzdani povijesni izvori o Bjelobogu, već se on spominje tek u sekundarnim izvorima iz 16. stoljeća.